# San José de Carrasco
San José de Carrasco és un balneari del sud de l'Uruguai ubicat al departament de Canelones. Forma part de la Ciudad de la Costa des de 1994.

## Geografia
San José de Carrasco es troba al sud del departament de Canelones, al sector 37. Al sud té platges sobre el Riu de la Plata; a l'est limita amb Lagomar, i a l'oest amb el balneari de Shangrilá.
El balneari s'ubica aproximadament al km 20 de la Ruta Interbalneària.

## Població
D'acord amb les dades del cens de 2004, San José de Carrasco tenia una població aproximada de 6.886 habitants.
| Any  | Població |
| ---- | -------- |
| 1963 | 998      |
| 1975 | 2.591    |
| 1985 | 3.967    |
| 1996 | 6.068    |
| 2004 | 6.886    |

Font: Institut Nacional d'Estadística de l'Uruguai

## Mapa

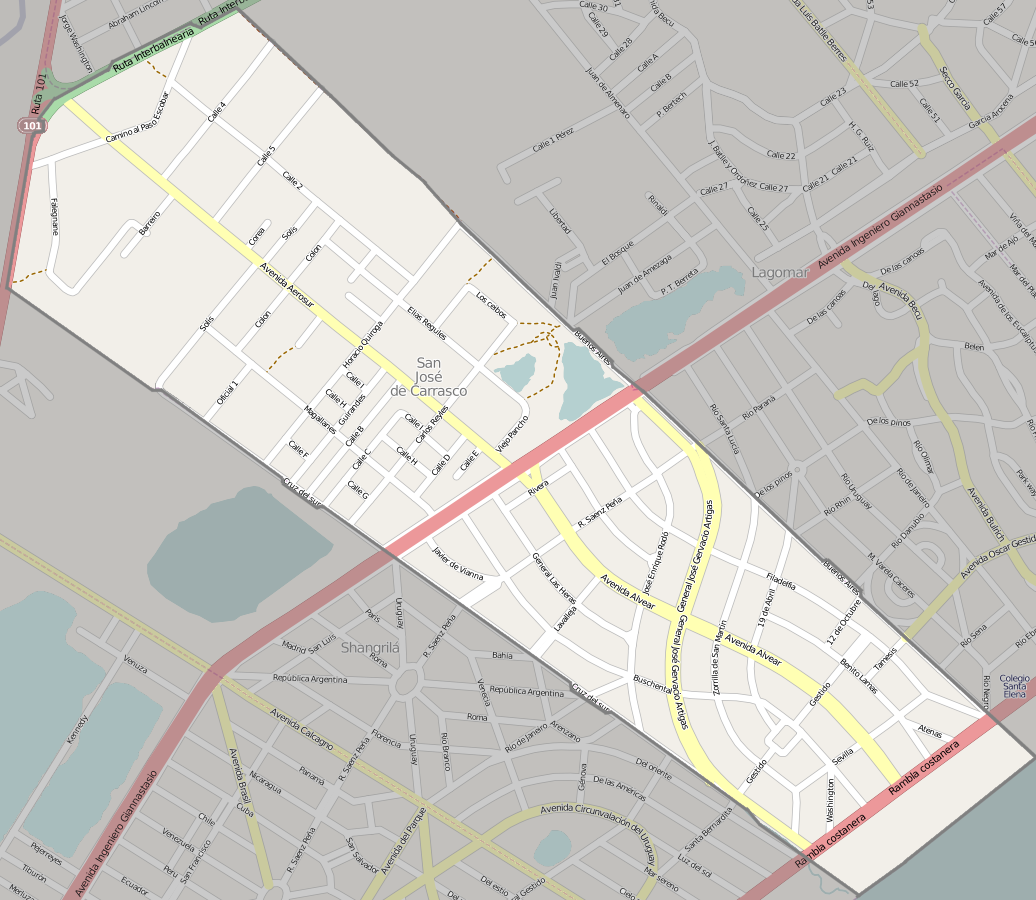
Mapa amb els carrers principals de San José de Carrasco.